# Collonges-lès-Bévy

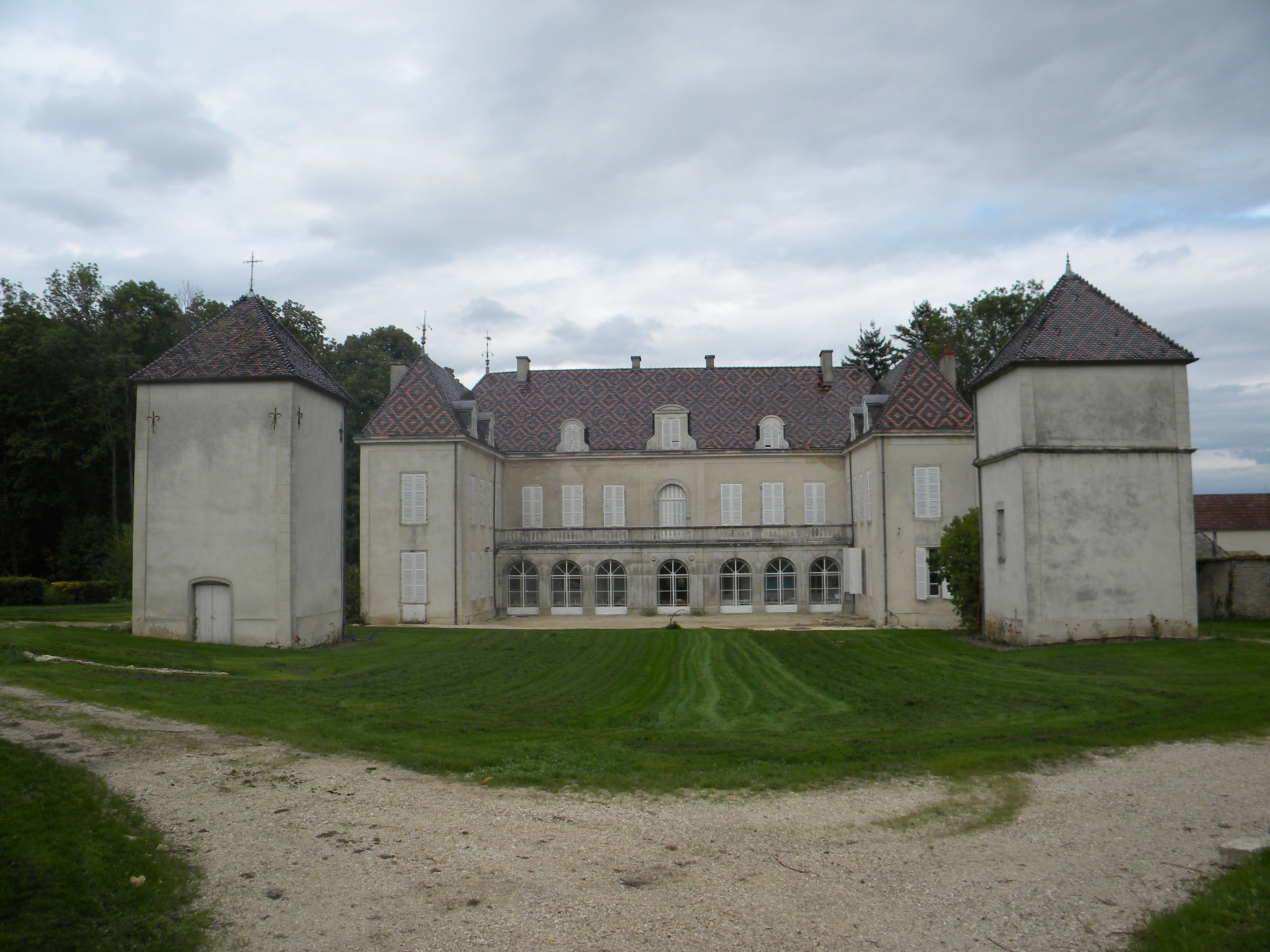
Kasteel

Collonges-lès-Bévy is een gemeente in het Franse departement Côte-d'Or (regio Bourgogne-Franche-Comté) en telt 93 inwoners (2009). De plaats maakt deel uit van het arrondissement Dijon.

## Geografie
De oppervlakte van Collonges-lès-Bévy bedraagt 5,4 km², de bevolkingsdichtheid is dus 17,2 inwoners per km².
De onderstaande kaart toont de ligging van Collonges-lès-Bévy met de belangrijkste infrastructuur en aangrenzende gemeenten.

## Demografie
Onderstaande figuur toont het verloop van het inwonertal (bron: INSEE-tellingen).